# 1480 в Україні

## Події
- сили Менґлі I Ґерая як союзника Московського князівства вторгаються в Поділля, Казимир не має можливості йти з Ахметом (Стояння на Угрі).
- Іван Ходкевич — Київський воєвода, литовський маршалок і староста Луцький.

## Особи

### Народились
- Анджей Тенчинський (теребовлянський староста) (1480—1536)

### Померли
- Мисаїл (Пструч) — Митрополит Київський, Галицький та всієї Руси (1474—1480).

## Засновані, зведені
- Дзвінки
- Журжинці
- Зарічне (Зарічненський район)
- Надишень
- П'ядики
- Рожів